# 古登乡
古登乡，是中华人民共和国云南省怒江傈僳族自治州泸水市下辖的一个乡镇级行政单位。

## 行政区划
古登乡下辖以下地区：
恩河社区、季加村、腊斯底村、佑雅村、亚碧罗村、尼普罗村、俄夺罗村、干本村、马垮底村、加夺玛村、色仲村、念坪村。